# 壊れていてもかまいません
『壊れていてもかまいません』（こわれていてもかまいません）は、あらた伊里による漫画作品。少年画報社の『ヤングコミック』にて2014年6月号から2016年5月号まで連載。作者にとって初の「非百合作品」となる。単行本は全3巻。

## 登場人物
岡 八重蔵（おか やえぞう）
本作品の主人公。
幼少期、花見に来たとき、桜の木の下で一人で座り込んでいたサキに弁当のおむすびを分け与え、その時から好意を持たれる。
高校2年生進級時にサキと思わぬ再会を果たし、すぐに付き合い始めるが、すぐに彼女の重大な秘密を知ることになる。
両親は仕事のため、妹・薫子も留学のためアメリカへと渡っており、彼だけが日本で1人暮らしをしている。また、両親に代わって薫子の世話をしてきたこともあって家事（特に料理）スキルが高い。
サキ・ウルニカ・キルヴェスニエミ
本作品のヒロイン。
春（物語開始時）に日本にきた留学生で、（表向きは）フィンランド出身の日芬ハーフ。
容姿端麗・才色兼備・温和でやさしい性格からすぐに人気者になった。
八重蔵のことは当初「おかっぱち　おもくら」という名だと思っていたが、本人から読みを教えられると同時に彼が初恋の相手の「やえぞーくん」であると気づき、再会できたことを喜び、すぐに付き合い始める。
実は宇宙人（父）と地球人（母、日本人）のハーフであり、恋愛対象を食べたい欲求・「食恋欲」を持つ。
デートの際に八重蔵の頬を噛んだことで発覚した。

## 用語
宇宙人
サキたち異星人のこと。母星の名前はタフティ。
高い自己治癒力や地球人の数倍もの食欲を持ち、また、好意を持った相手を文字通り「食べたくなる」欲求・「食恋欲」も持つ。
過去には、旺盛な食欲のせいで母星を食い尽くしかけたことがあるという。
サキはこれをよく「ナルカ」と略して呼ぶ。
ナルカルフ
サキたちの祖先が食料問題を解決するために開発した完全総合食。
朝に1つ摂取することで1日は満腹でいられる。
サキ曰く「食恋欲」の発生の原因らしい。
食恋欲（しょくれんよく）
サキたち異星人が三大欲求とは別にもつ欲求。「愛しいものを食べたい、自分の一部にしたい」という欲望であり、好意を持った相手の肉体を食べたりする。
サキによるとナルカルフで食欲を抑えたために発生したものだという。

## 書籍情報
- あらた伊里『壊れていてもかまいません』少年画報社〈ヤングキングコミックス〉全3巻
  1. 2014年12月26日発売、ISBN 978-4-7859-5459-8
  2. 2015年9月30日発売、ISBN 978-4-7859-5630-1
  3. 2016年7月30日発売、ISBN 978-4-7859-5831-2